# کارخانه هلیکوپترسازی مسکو میل
کارخانهٔ هلی‌کوپترسازی مسکو میل (به روسی: Московский вертольётный завод им. М. Л. Миля) یک شرکت روسی تولید هلی‌کوپترهای نظامی و غیرنظامی است که در شهر توملینو روسیه مستقر است. میل یک شرکت تابعه از شرکت ورتولیتی روسی است که مالک شرکت کاموف نیز هست. این شرکت یکی از طراحان اصلی هلی‌کوپتر در جهان است و شامل دفتر طراحی و تولید هلیکوپترهای آزمایشی است. تخصص اصلی این شرکت در زمینهٔ تولید هلیکوپترهای سنگین است. سنگین‌ترین و بزرگ‌ترین هلی‌کوپتر جهان میل-۲۶ توسط این شرکت تولید می‌شود. میل-۸ که بیشترین آمار تولید هلی‌کوپتر در جهان را دارد توسط این شرکت، تولید و عرضه شده‌است.

## تاریخچه
این شرکت توسط میخائیل میل دانشمند روسی و در سال ۱۹۴۷ تأسیس شد و اولین محصول این شرکت میل می-۱ بود که بعدها در لهستان هم تولید شد.